# Desiree van Lunteren

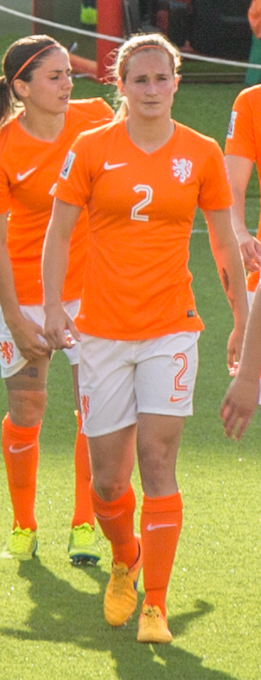
Desiree van Lunteren, juni 2015

Desiree van Lunteren, född den 30 december 1992 i Almere, är en nederländsk fotbollsspelare (försvarare) som spelar för SC Freiburg i den tyska ligan. Hon är även en del av det nederländska landslaget och hon är uttagen i truppen till världsmästerskapet i Frankrike år 2019.